# Rue Rémy-de-Gourmont
La rue Rémy-de-Gourmont est une voie du 19e arrondissement de Paris, en France.

## Situation et accès
La rue Rémy-de-Gourmont est une voie publique située sur la butte Bergeyre. Elle débute rue Barrelet-de-Ricou et se termine  rue Georges-Lardennois.

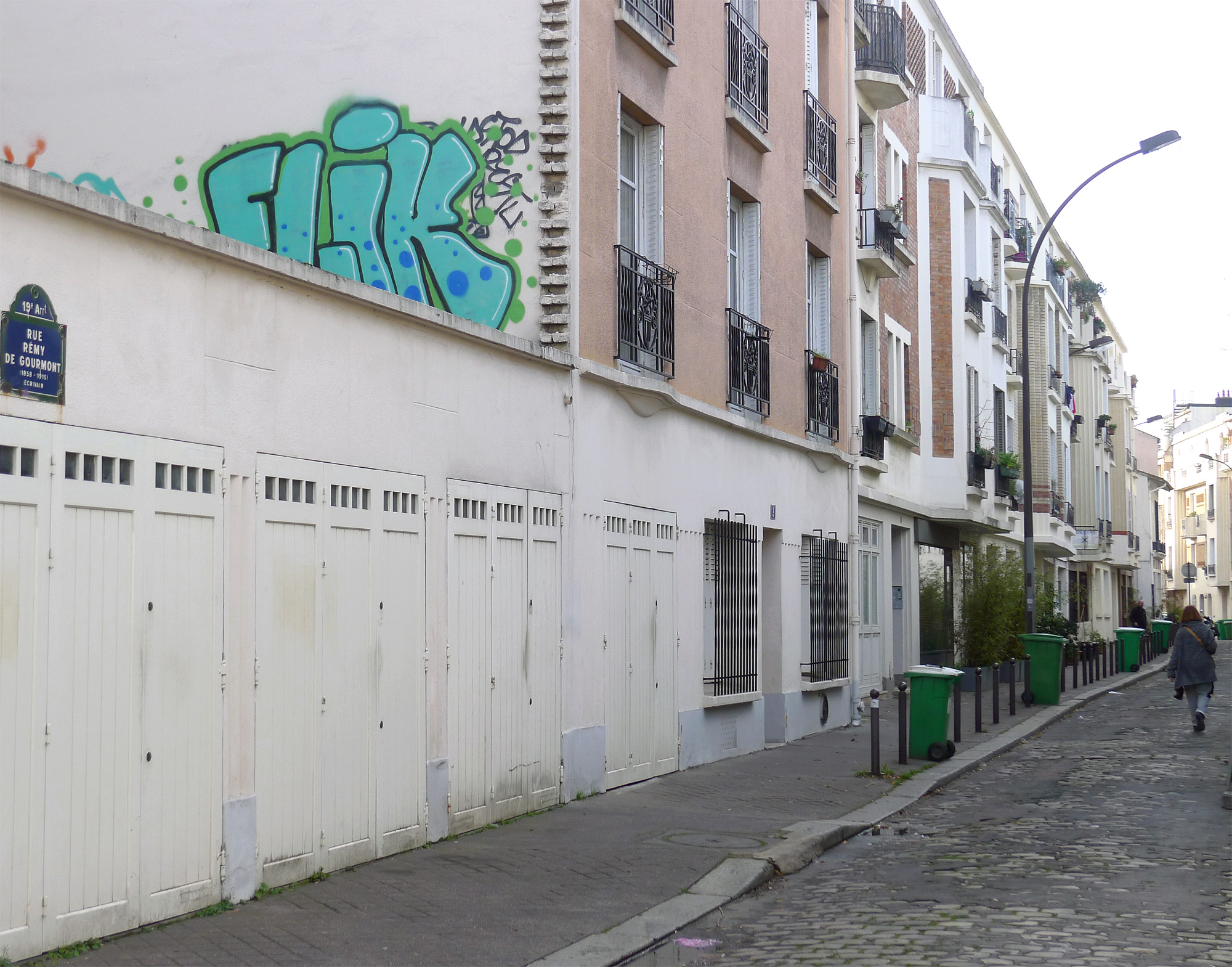
Le début de la rue, côté rue Barrelet-de-Ricou.

## Origine du nom
Elle porte le nom de l'écrivain français Remy de Gourmont, cofondateur des éditions du Mercure de France.

## Historique
Cette voie est ouverte sur l'emplacement du ancien stade Bergeyre, dans un lotissement appartenant à M. Pélissier, sous le nom de « rue Rémy-et-Jean-de-Gourmont » , Jean de Gourmont étant le frère de Remy de Gourmont et également écrivain.